# Рейперкерк
Рейперкерк (нід. Rijperkerk, фриз. Ryptsjerk) — село в нідерландській провінції Фрисландія. Входить до муніципалітету Тіцьєркстерадел.
Його площа становить 8,03 км², а населення станом на 2021 рік складало 785 осіб.
Перша згадка про населений пункт датується 1314 роком.

## Галерея

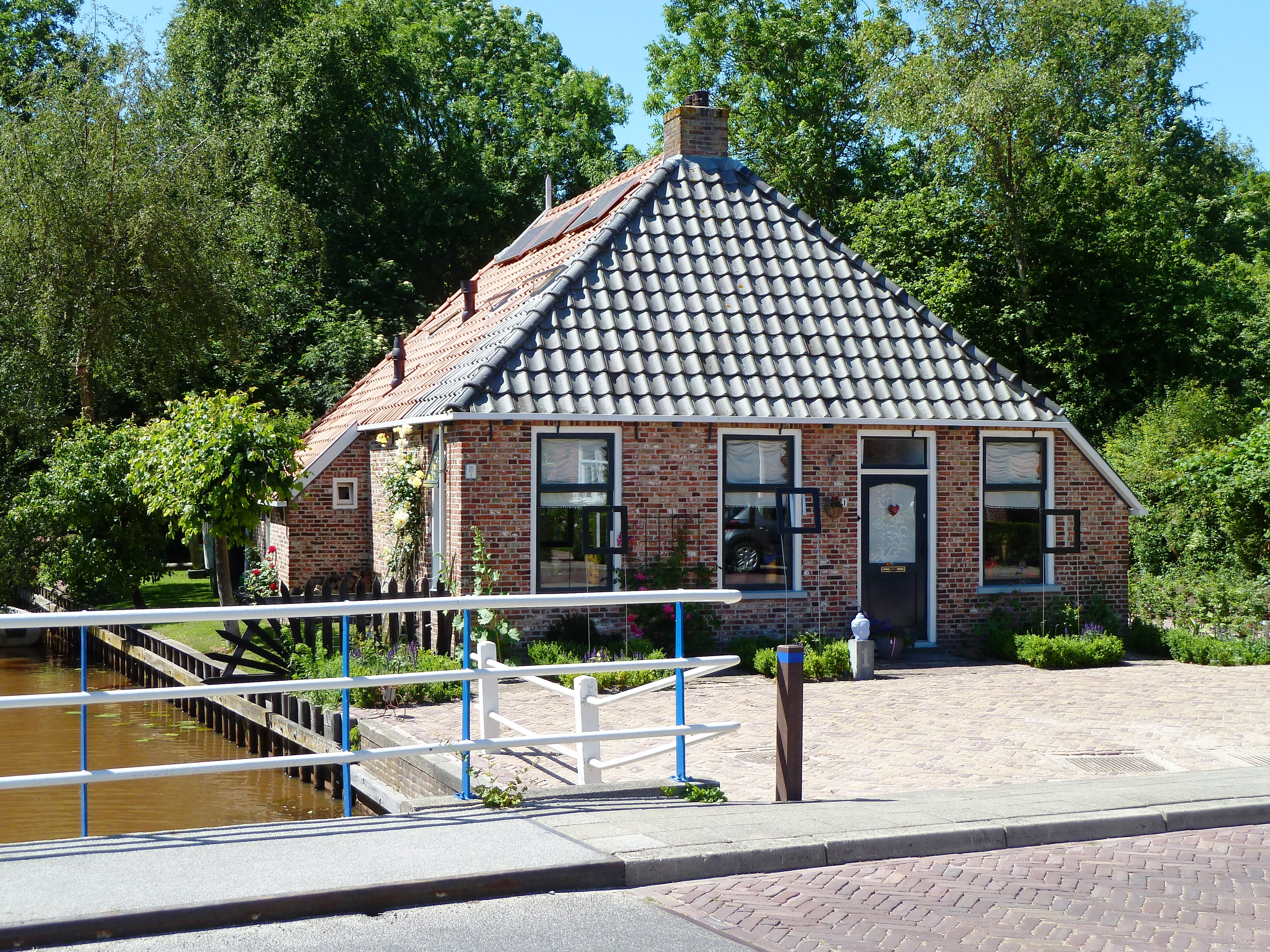
Будинок у селі
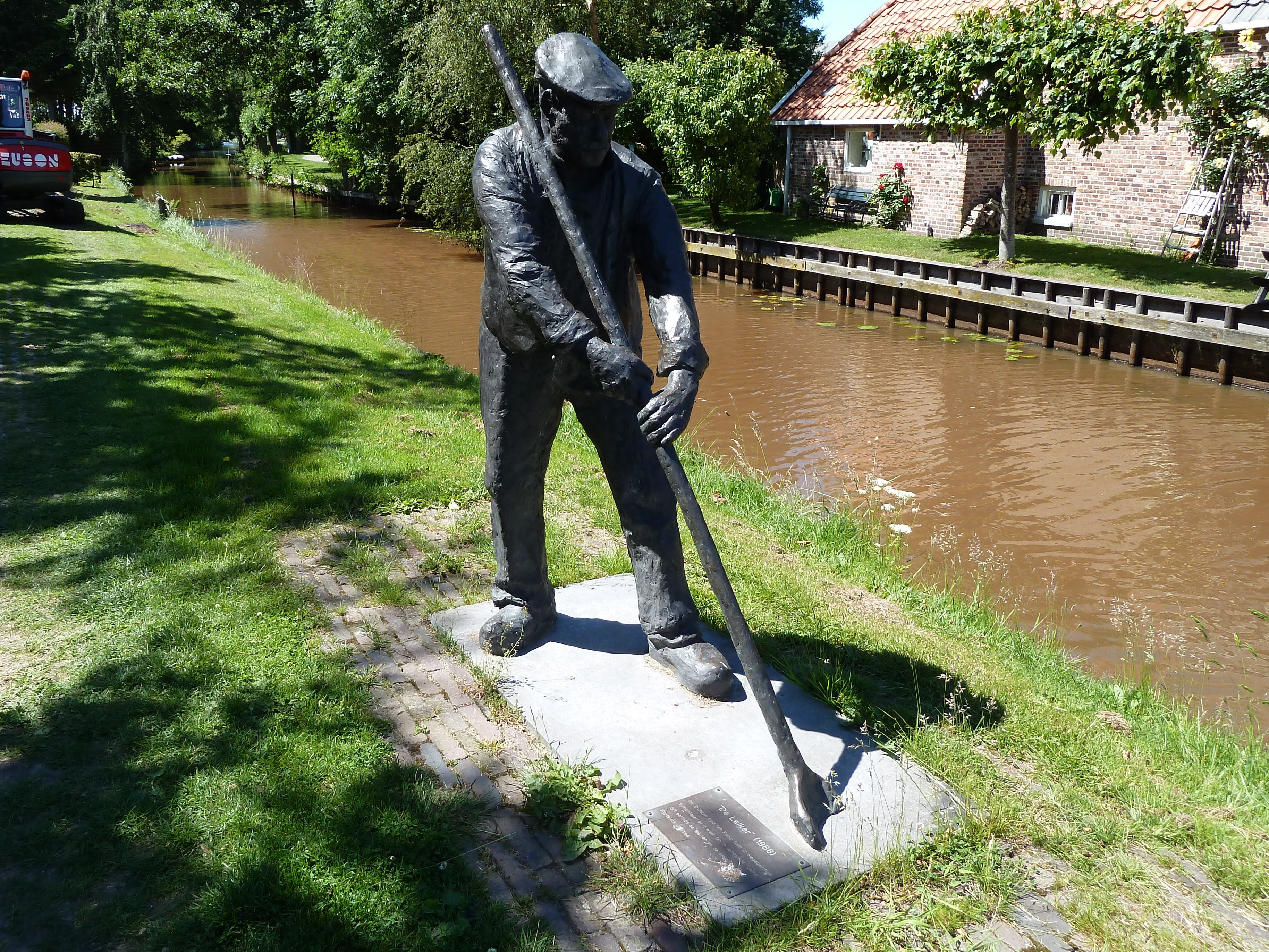
Статуя копача торфу
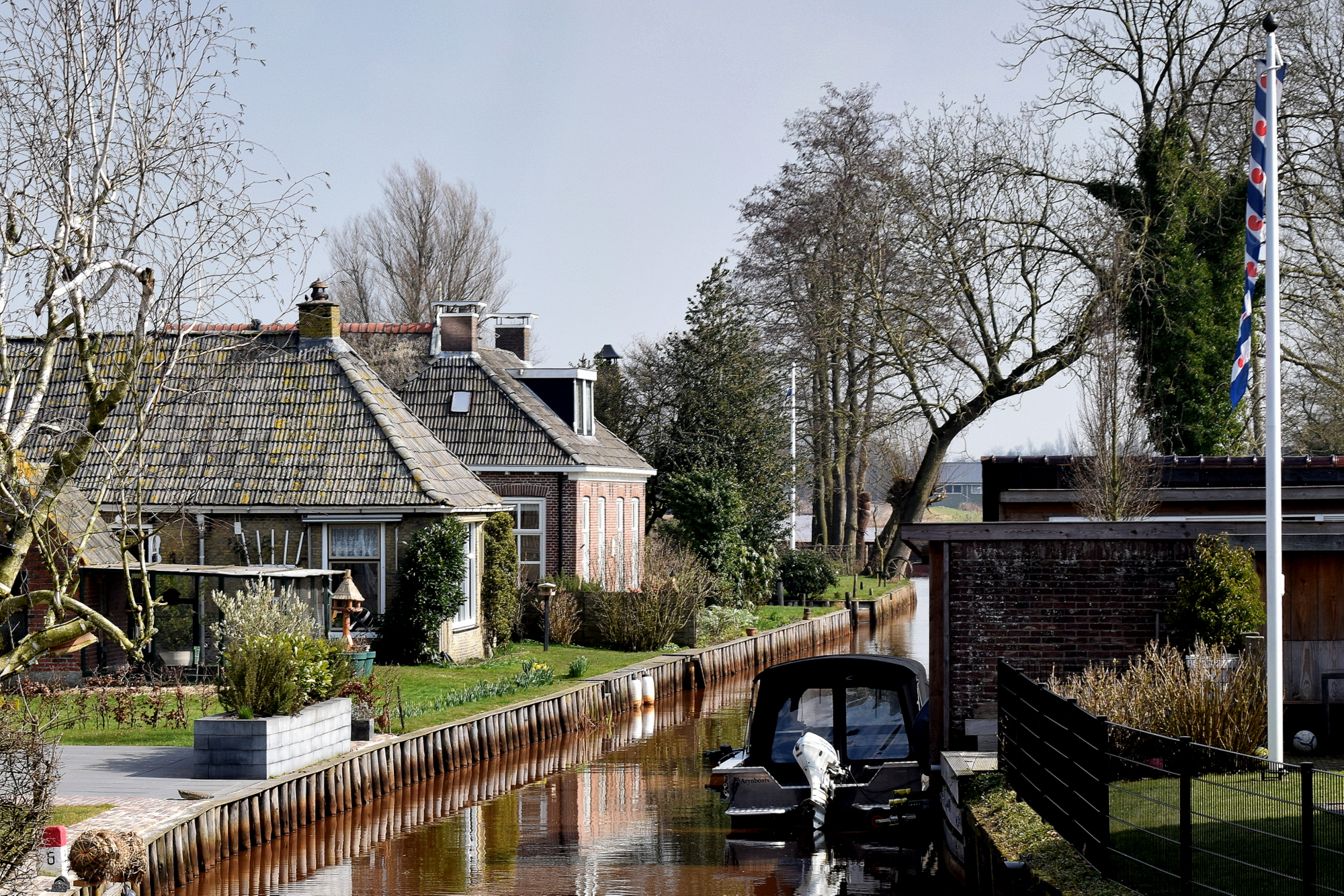
Вид на канал
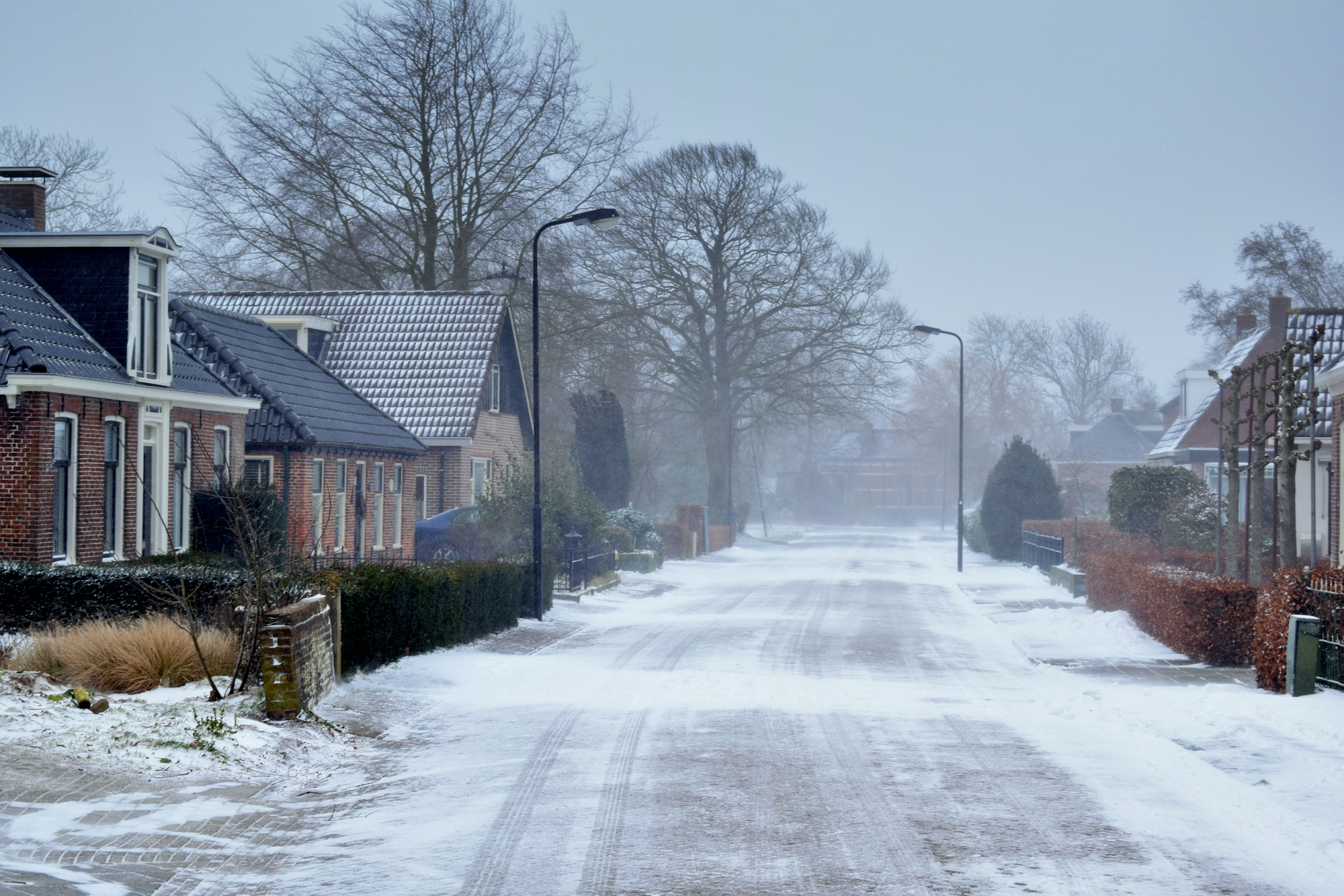
Село взимку